# Alouatta
Los monos aulladores, monos carayá, micos saraguates o saraguatos (Alouatta) son un género de primates platirrinos de la familia de los atélidos que viven en la zona tropical americana desde el sur de México hasta el noreste de Argentina, y son el único género de la subfamilia monotípica Alouattinae.

## Taxonomía y evolución
El género fue descrito por Lacépède en 1799. En 1962, Hill lo dividió en 6 especies: Alouatta seniculus, Alouatta belzebul, Alouatta fusca, Alouatta palliata, Alouatta caraya y Alouatta villosa. Luego A. villosa y una subespecie de A. palliata fueron ubicados dentro de Alouatta pigra, como también Alouatta coibensis, antes subespecie de A. palliata. Tras análisis genéticos se erigieron dos nuevas especies Alouatta sara y Alouatta arctoidea, antes subespecies de A. seniculus, lo mismo que Alouatta nigerrima antigua subespecie de A. belzebul. En 1995, a partir de 2 subespecies de A. seniculus se erigieron las especies Alouatta macconnelli y Alouatta straminea. En 2000 Rylands et al. aceptaron nueve especies: A. seniculus, A. sara, A. nigerrima, A. belzebul, A. guariba, A. palliata, A. coibensis, A. caraya y A. pigra, mientras Groves en 2001 clasificó el género en 10 especies incluyendo además de las anteriores a A. macconnelli.
Los estudios genéticos permiten calcular que la separación inicial de Alouatta en América del Sur pudo suceder entre 4,8 y 5,1 millones de años. Le evidencia indica que las especies de América Central se separaron entre hace 6,6 y 6,8 millones de años. De hecho, la especie más basal del género parece ser Alouatta palliata . De acuerdo a los mismos análisis, parece ser que la división más temprana entre las especies actuales del sur del río Amazonas sucedió entre Alouatta guariba y Alouatta belzebul, hace alrededor de 4 millones de años. La especie extinta Alouatta mauroi aparentemente hizo parte de esta especiación y la especie más relacionada parece ser A. guariba.

## Características
Los aulladores tienen el rostro corto y las narinas achatadas y separadas. Su tamaño oscila entre 56 y 92 cm, excluyendo la cola, la cual tiene una longitud similar. Como los demás atelinos poseen colas prensiles. A diferencia de los otros platirrinos tanto los machos como las hembras tienen visión tricromática. Esta característica evolucionó de forma independiente a los demás platirrinos debido a duplicación cromosómica.
Por lo general se desplazan en posición cuadrúpeda por la copa de los árboles manteniéndose en todo momento agarrado a las ramas con las dos manos o con una mano y la cola. Su cola prensil es muy fuerte y puede soportar todo el peso corporal.

## Hábitat
Habita las zonas de selva, especialmente en las selvas de galería del Norte de la América del Sur. Son los primates más abundantes en el Neotrópico. El aullido conjunto de grandes grupos de araguatos semeja el silbido del viento aunque mucho más poderoso y sostenido.

## Especies
- Género Alouatta[1][6][7]
  - Guariba de manos rojas (Alouatta belzebul)
  - Aullador de manos rojas de Spix (Alouatta discolor)
  - Mono carayá negro (Alouatta caraya)
  - Aullador panameño (Alouatta coibensis)
    - Aullador de Coiba (Alouatta coibensis coibensis)
    - Aullador de Azuero (Alouatta coibensis trabeata)

  - Guariba (Alouatta guariba)
    - Guariba del norte (Alouatta guariba guariba)
    - Guariba del sur (Alouatta guariba guariba)

  - Aullador rojo del Juruá peruano (Alouatta juara)
  - Aullador rojo guayanés (Alouatta macconnelli)
  - Aullador negro amazónico (Alouatta nigerrima)
  - Aullador de la costa (Alouatta palliata)
  - Aullador negro yucateco (Alouatta pigra)
  - Aullador rojo del Juruá brasileño (Alouatta puruensis)
  - Aullador rojo boliviano (Alouatta sara)
  - Aullador rojo (Alouatta seniculus)
    - Aullador rojo ursino (Alouatta seniculus arctoidea)

  - Aullador de manos rojas de Maranhão (Alouatta ululata)
  - Alouatta mauroi †[3]